# Clochán

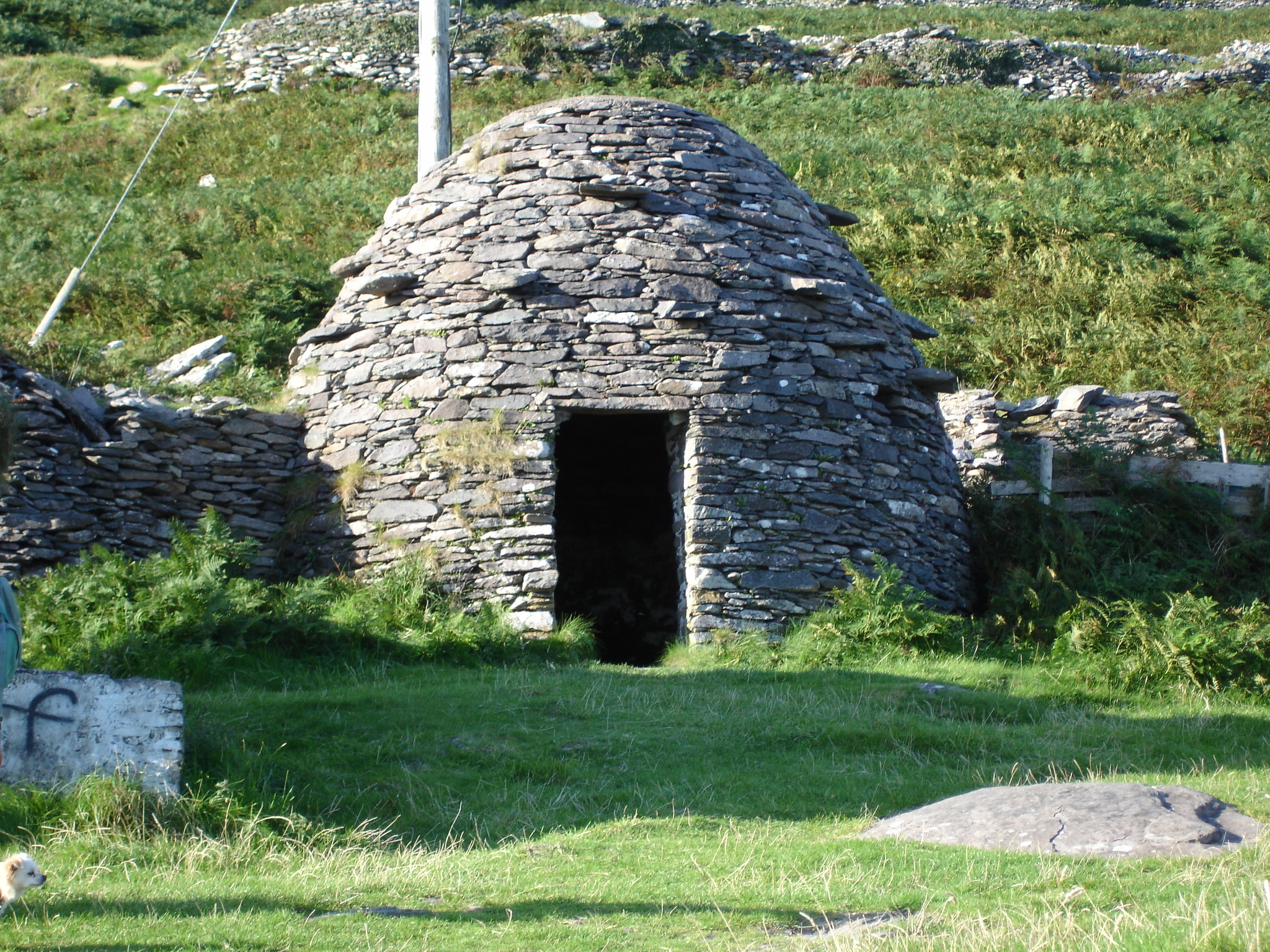
Clochán o cabana rusc, a la península de Dingle, Kerry, Irlanda

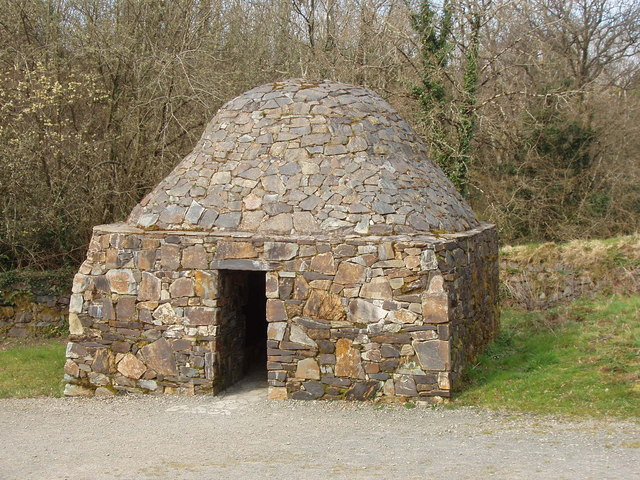
Reconstrucció d'un clochán de forma quadrada al Parc del Patrimoni Nacional d'Irlanda, Comtat de Wexford

Un clochán és una construcció de paret seca rematada amb un sostre bombat característic (que li ha valgut el sobrenom de cabana rusc), comunament associada a la costa sud-oest d'Irlanda. Es desconeix la data exacta de construcció de la majoria d'aquestes cabanes. Pertanyen a una tradició celta establerta des de fa molt de temps, tot i que a hores d'ara no hi ha evidència directa que els exemples conservats siguen anteriors a l'any 700". Algunes d'aquestes construccions, associades amb llocs religiosos, poden ser preromàniques, considerant que la majoria de les estructures completament intactes fins hui són posteriors al segle xii o més endavant. Donaven habitatge als monjos.
En general, són redones, però també se'n coneixen algunes de planta rectangular, que deuen ser posteriors. Alguns clochán no estan completament construïts amb pedra i podrien haver tingut un sostre de palla. Les parets són molt grosses, fins a 1,5 m. A vegades, diversos clochán estan units per les parets.

## Ubicacions
Els clochán es troben sobretot al sud-oest d'Irlanda, com ara a Skellig Michael, Church Island, davant l'illa de Beginish, Glanfahan, Fahan i Reask a la península de Dingle (Comtat de Kerry). Molts estan vinculats a contextos religiosos, com l'utilitzat pels monjos seguidors de sant Patrici; a més a més, els seus successors continuaren amb la tradició arquitectònica a l'illa escocesa d'Iona i, a través d'Aidan, fins a les illes angleses orientals de Farne i Holy Island. N'hi ha altres exemples en forma d'estructures defensives circulars denominades ringforts (com ara Leacanabuaile, al comtat de Kerry), que es creuen cases seculars. Poden ser l'origen de les esglésies elaborades amb parets de pedra seca com l'Oratori de Gallarus (Gallarus Oratory). El clochán apareix descrit en la llei Críth Gablach dels segles vii al viii.

## En la cultura popular
- Algunes parts del llargmetratge del 2017 Star Wars: L'Últim Jedi es van filmar amb les cabanes rusc de l'illa deSkellig Michael. Per les restriccions respecte a la filmació a l'illa, el 2016 també es construí un grup de rèpliques de cabanes rusc a Ceann Sibéal, a prop de Ballyferriter, a la península de Dingle.[4]

- Les cabanes també apareixen en el videojoc del 2020 Assassin's Creed: Valhalla i la propera continuació ambientada en la Irlanda Gaèlica, Wrath of the Druids (La ira dels druides).